# Christmas Island Immigration Reception and Processing Centre

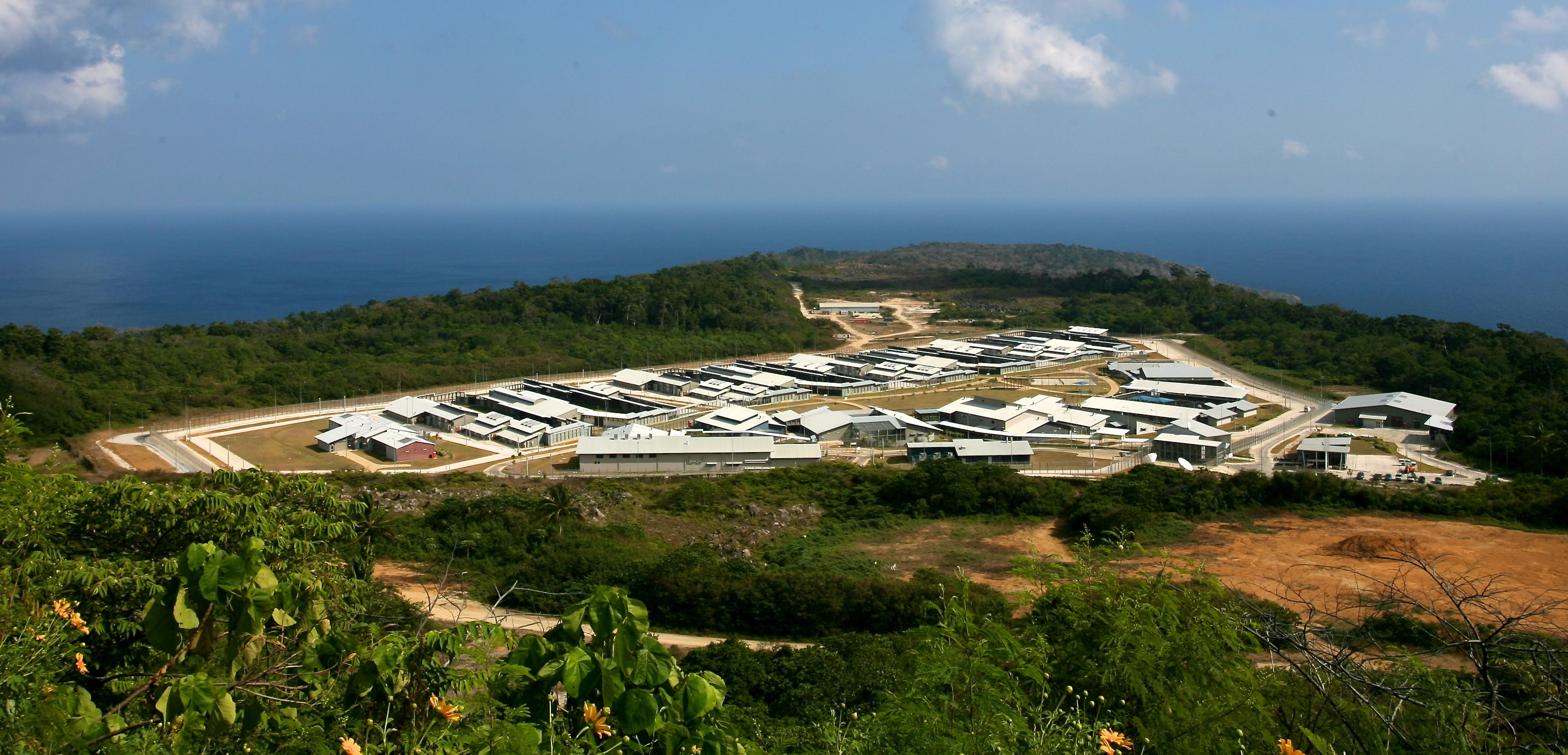
Christmas Island Immigration Reception and Processing Centre (2008)

Das Christmas Island Immigration Reception and Processing Centre, auch Christmas Island Immigration Detention Centre genannt (deutsch: Einwanderungshaftanstalt), ist ein seit 2001 bestehendes australisches Internierungslager für asylsuchende Boatpeople, die dort in Einwanderungshaft genommen werden. Seit Oktober 2018 wurde es nicht mehr genutzt, doch im Februar 2019 wurde eine erneute Inbetriebnahme angekündigt.
Obwohl Christmas Island zum australischen Hoheitsgebiet gehört, entfernte die australische Regierung dieses Gebiet von der offiziellen Migrationszone Australiens, damit Asylsuchende dort keine Asylanträge mehr stellen können, was ihnen auf dem Festland rechtlich zusteht. Heute betreibt Australien (Stand Mai 2017) eine Null-Toleranz-Politik, die sogenannte Operation Sovereign Borders, im Rahmen derer Schiffe mit Flüchtlingen bereits auf hoher See abgefangen und zur Umkehr gezwungen werden.

## Gründung des Lagers
Christmas Island ist eine etwa 137 km² große Insel im Indischen Ozean, die ungefähr 2600 Kilometer nordwestlich von Perth in Australien und 500 Kilometer südlich von Java in Indonesien liegt.
Dieses Internierungslager wurde von Premierminister John Howard von der Liberal Party of Australia gegründet. Seine nationalliberale Regierung hatte im Verlauf der Tampa-Affäre im Jahr 2001 438 schiffbrüchige Boatpeople daran gehindert, australisches Hoheitsgebiet zu betreten, und in Lager in Drittländer auf Manus und Nauru deportiert.
Diese in Drittländern befindlichen Internierungslager waren für die Unterbringung in vielerlei Hinsicht nicht nur baulich ungeeignet, sondern auch für eine Aufnahme von Boatpeople in großer Zahl nicht vorbereitet. Dadurch erreichten sie bald ihre Kapazitätsgrenzen. Um die Politik dieser Regierung fortzusetzen, die Pazifische Lösung genannt wird, wählte die Regierung nach der Tampa-Affäre Baulichkeiten auf Christmas Island am North West Point aus. Die Insel liegt zwar auf australischem Hoheitsgebiet, allerdings weit vom australischen Festland entfernt. Die vorhandenen baulichen Anlagen waren für eine Nutzung als Gemeinschaftsanlage ungeeignet, dies galt hinsichtlich ihrer Größe, Unterbringungs- und Überwachungsmöglichkeiten, dennoch wurden sie belegt und die Baulichkeiten am Phosphate Hill im Jahr 2001 erstmals von Boatpeople als Internierungslager genutzt.

## Kapazität

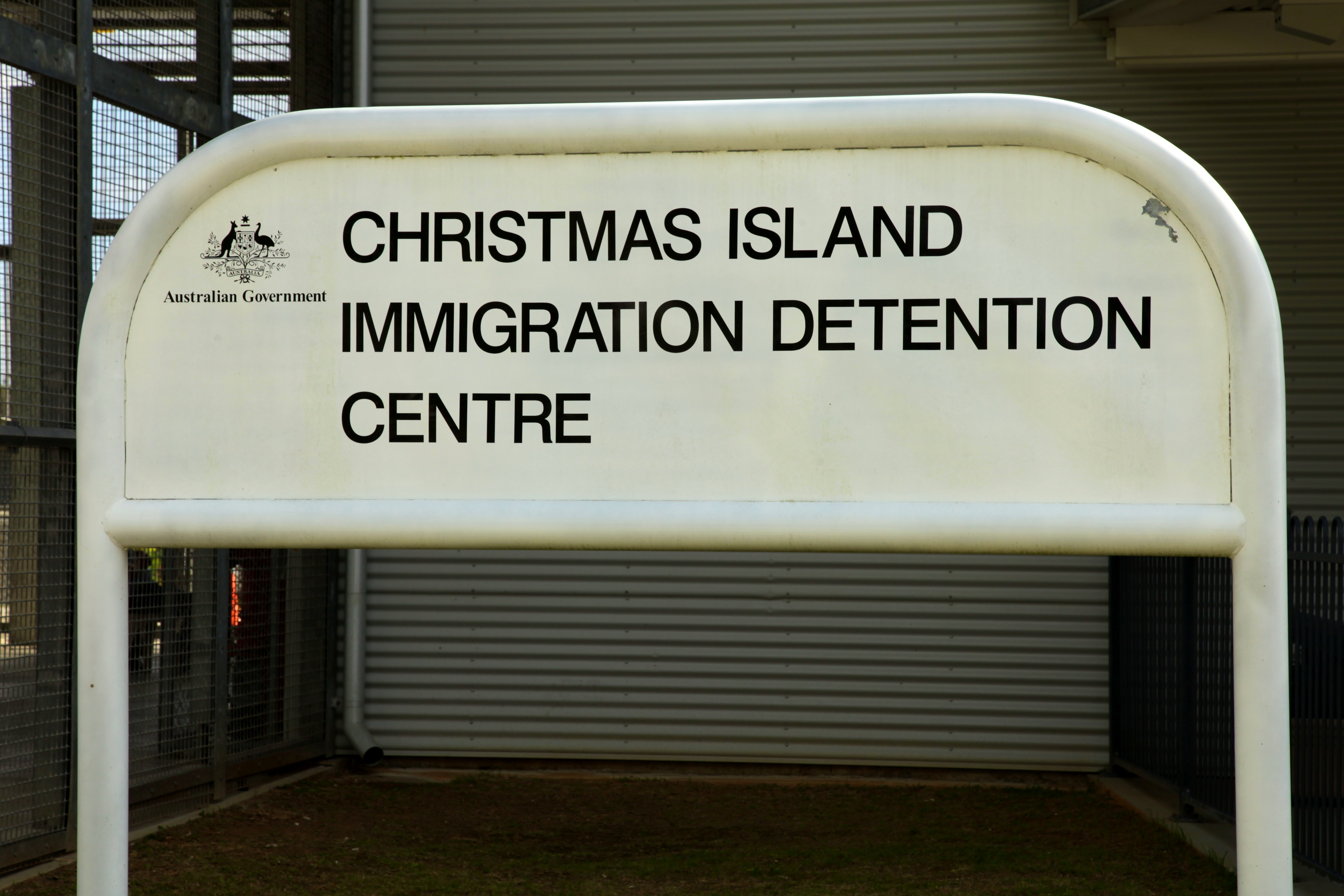
Eingangsschild

Die australische Regierung beabsichtigte das Lager für 400 Boatpeople so zu optimieren, dass Ausbrüche und Unruhen der Insassen auf jeden Fall verhindert werden konnten, und plante einen Neubau. Kurz darauf wurde eine Kapazität von 800 Personen veranschlagt. Den Bauauftrag mit einem Kostenvorschlag von A$ 276 Millionen erhielt Baulderstone Hornibrook, damals eine Tochter des deutschen Baukonzerns Bilfinger. Die Baukosten stiegen auf über 336 Millionen und bezifferten sich bis zum Bauende auf A$ 400 Millionen. Der Betrag war zehnmal so hoch als wenn die Anlage in New South Wales gebaut worden wäre.
Die weitab von Australien gelegene Insel hatte 2001 eine Bevölkerung von etwa 1500 Personen, davon waren etwa 65 Prozent Chinesen, 25 Prozent Malaien und 15 Prozent Europäer. Auf der Insel gab es keine sozialen und logistischen Strukturen sowie Voraussetzungen, die einen derart großen Populationsanstieg verkraften konnten. Dies galt sowohl für die Verpflegung und Betreuung der internierten Boatpeople als auch für das erforderliche Bewachungs- und Verwaltungspersonal. Das Lagerpersonal musste eingeflogen werden und konnte lediglich lagernah untergebracht werden, weil es zu wenige private Unterkünfte im 17 Kilometer vom Internierungslager entfernten Inselhauptort Flying Fish Cove gab.
Nicht nur die Baukosten waren enorm, sondern auch die Kosten für den Unterhalt der Asylsuchenden. Denn das benötigte Baumaterial musste wie nahezu alles, was die Asylsuchenden zum Leben benötigen, mit Schiffen oder Flugzeugen auf die Insel transportiert werden. Während die Kosten von Arbeitern in Gemeinschaftsunterbringungen in Australien etwa A$ 190 betragen, liegen sie für die Asylsuchenden auf Christmas Island um A$ 1600 höher.
Diese Regierungspolitik wurde fortgesetzt, bis Kevin Rudd von der Australian Labor Party im Jahr 2007 die australische Wahl gewann und verfügte, die Internierungslager für Boatpeople zu schließen. Diese Entscheidung fiel der Rudd-Regierung damals leicht, denn zu diesem Zeitpunkt befanden sich nur noch wenig Boatpeople auf dem Weg nach Australien und auch auf Christmas Island. Dieser Zustand hielt allerdings nur kurze Zeit an, denn als ab November 2007 wieder vermehrt Schiffe mit Boatpeople ankamen, wurden die Internierungslager wieder in Betrieb genommen. Nach und nach wurde die Lagerkapazität auf Christmas Island auf 2040 Insassen erhöht. Im Jahr 2010 war das Lager mit 2208 Personen völlig überbelegt, sodass zahlreiche Asylsuchende auf das australische Festland verlegt werden mussten.
Ende Februar 2017 befanden sich 264 asylsuchende Männer im Internierungslager auf Christmas Island, in allen australischen Lagern waren es insgesamt 1383 Personen.

## Baulichkeiten

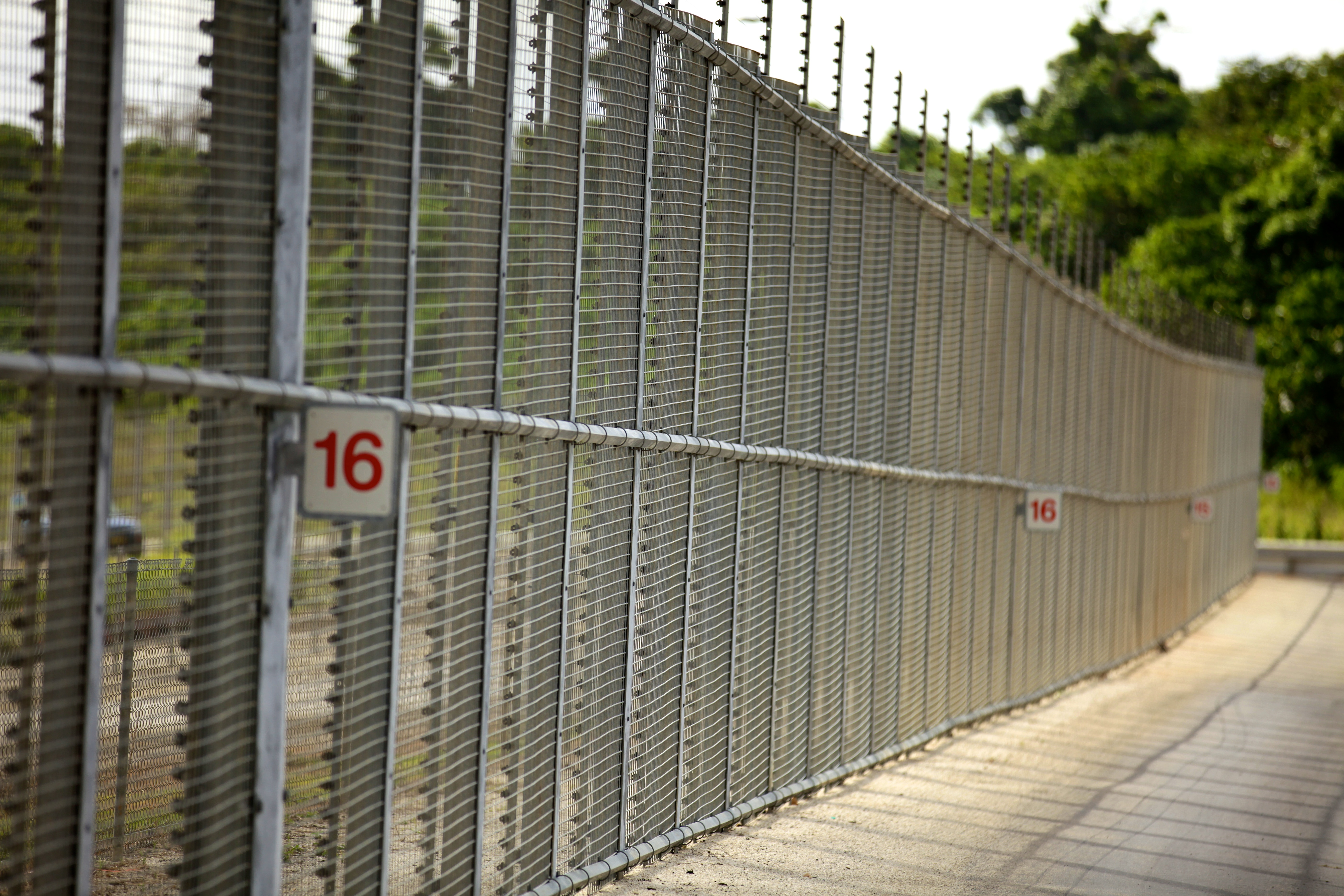
Der elektrisch geladene Außenzaun

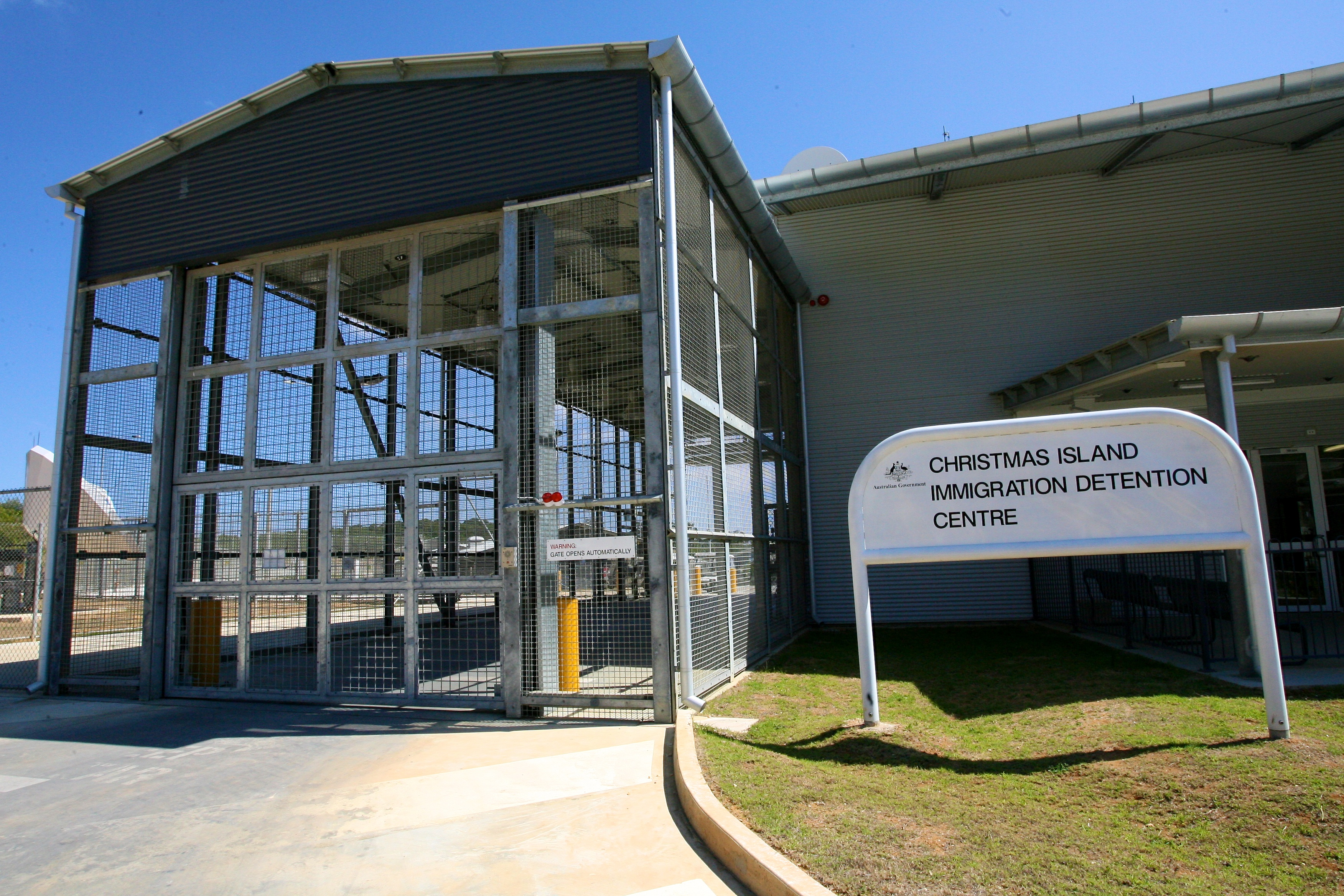
Der Eingangsbereich des Lagers

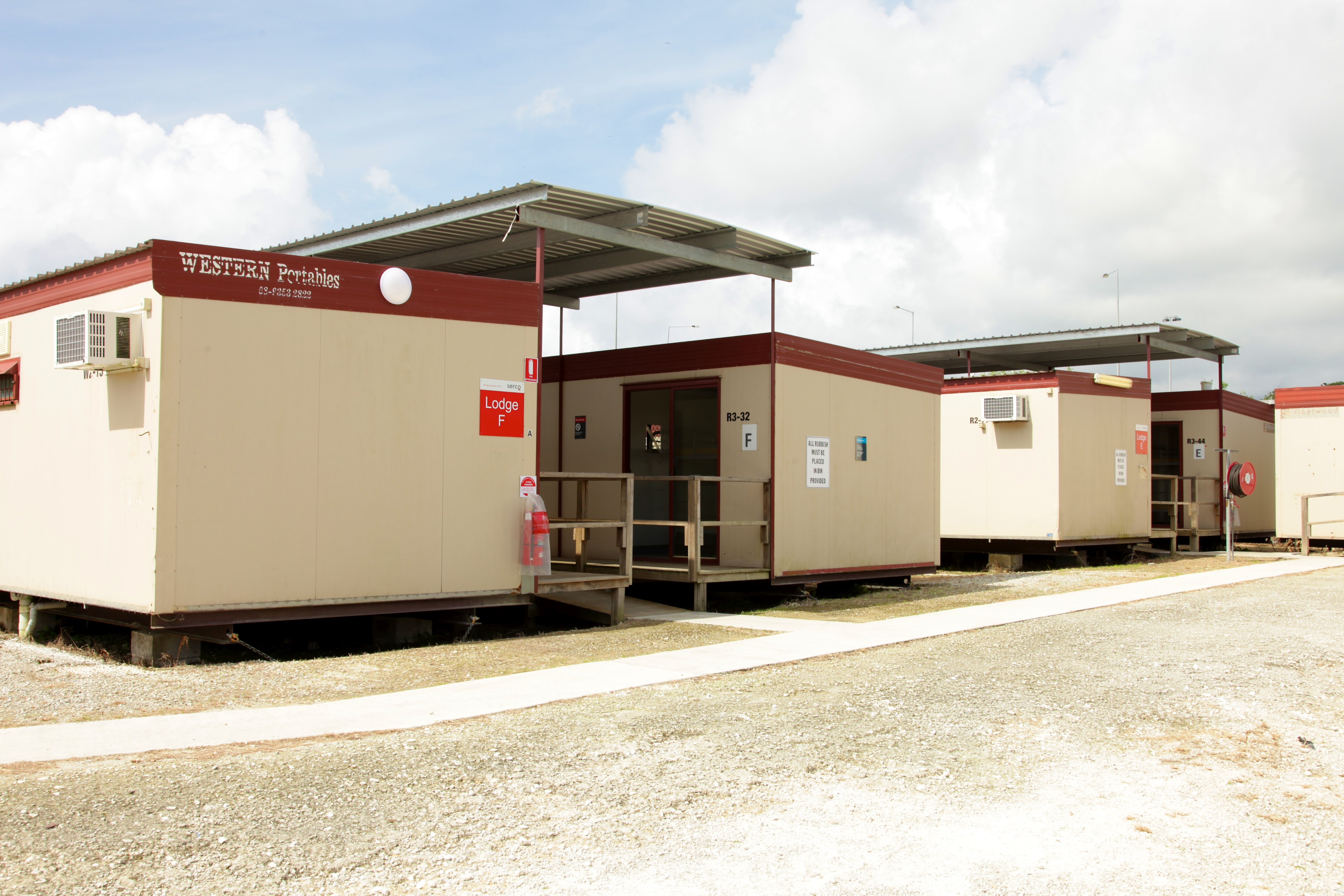
Lilac Compound

Das Lager wird von einem elektrisch geladenen Zaun umschlossen. Bewegungsmelder sowie Kameras sind auf den Dächern und in den Räumen installiert. Insassen berichten, dass die Asylsuchenden elektronische Identitäten haben, die es ermöglichen, alle ihre Wege zu verfolgen.
Das Lagergelände, das 40 Hektar umfasst, liegt am nordwestlichen Ende der Insel, nahe am Weihnachtsinsel-Nationalpark. Auf dem Gelände befinden sich mehrere Gebäude, die durch Zäune voneinander in Abschnitte getrennt sind. 2009 wurde die Kapazität auf 1800 und Anfang 2010 auf 2040 Belegungsplätze erhöht. Es bestand die Absicht, innerhalb kürzester Zeit die Belegungskapazität auf 2200 und danach auf 2300 Personen zu erhöhen.
Die Australische Menschenrechtskommission suchte das Lager im August 2012 auf und zählte insgesamt 1989 Inhaftierte, darunter 314 Kinder und Jugendliche, bei einer Normalkapazität von 1000. Das Christmas Island IDC genannte Gebäude ist ein Hochsicherheitszentrum für männliche Erwachsene mit einer Kapazität von 400 und einer Maximalkapazität von 850. 2012 war es mit 975 inhaftierten Boatpeople belegt. Das Lilac Compound (Lilac=Lila, Compound=Lager) ist ein Hochsicherheitsbereich, der mit einer Kapazität für 150 unbegleitete Jugendliche errichtet wurde und mit maximal 200 Personen belegt werden kann. 2012 waren 114 Personen untergebracht, darunter 101 unbegleitete Jugendliche und 13 erwachsene Männer. Das Aqua Compound ist ein weiterer Hochsicherheitsbereich, in dem erwachsene Männer, Familien mit Kindern und unbegleitete Jugendliche und Minderjährige untergebracht waren. Die normale Kapazität beträgt normalerweise 200 Personen und die maximale 400. 2012 waren 415 Personen untergebracht, darunter 347 Männer, 33 Frauen und 35 Kinder. In der sogenannten Construction Camp Immigration Detention Facility, ein Gebäudekomplex mit einem sogenannten Niedrig-Sicherheitsbereich, befanden sich Familien in Gruppen und Familien mit Kindern. Die Kapazität beträgt im Normalfall 200 und im Extremfall 400 Personen. 2012 waren 485 Personen inhaftiert, darunter 144 Männer, 162 Frauen und 179 Kinder. Des Weiteren gibt es ein Krankenhaus und ein Theater, Räume für Besucher mit undurchsichtigen Fenstern, ein Gelände für sportliche Betätigung und Unterrichtsräume, wie auch gesonderte Abteile für Familien mit Kleinkindern und eine Kinderbetreuung.
Das Lager wird von dem privaten Dienstleistungsunternehmen Serco im Auftrag der australischen Bundesregierung verwaltet und betrieben.

## Proteste
Im Lager gab es laufend Proteste gegen die Unterbringung, die sich vor allem gegen die dortigen Zustände und die lange Verweildauer richteten.
2011 protestierten mehr als 250 Insassen, warfen Steine auf das Personal und legten Feuer, was starke Beschädigungen nach sich zog. Der Aufruhr wurde unter Einsatz von Tränengas und Gummigeschossen niedergeschlagen.
Anfang 2012 traten etwa 375 Lagerinsassen in einen Hungerstreik, wobei viele ihre Lippen zusammennähten. Sie übten den Streik aus Solidarität für Reza Barati aus, der im Manus Regional Processing Centre starb, einem australischen Internierungslager auf der Insel Manus bei Neuguinea.
Am 9. November 2015 kam es erneut zu Unruhen, weil ein aus dem Lager geflohener Asylsuchender tot am Fuß einer Klippe aufgefunden wurde. Daraufhin kam es zu erheblichen Sachschäden im Lager, die auf A$ 10 Millionen beziffert wurden. 27 Personen, die an Unruhen im Lager maßgeblich beteiligt gewesen sein sollen, wurden auf das australische Festland deportiert. Laut einer im Dezember 2018 von Ärzte ohne Grenzen veröffentlichten Studie hätten 30 Prozent von 208 untersuchten Flüchtlinge bereits einen Suizidversuch hinter sich. 60 Prozent berichteten, unter Suizidgedanken zu leiden. Nach eigenen Angaben war die Organisation bislang kaum mit solch ausgeprägten mentalen Leiden konfrontiert.
Aufgrund der Zustände im Lager wurde es im Oktober 2018 geschlossen. Seither befindet es sich in einem Bereitschaftszustand, um es bei Bedarf kurzfristig wieder eröffnen zu können. Am 13. Februar 2019 kündigte Premierminister Scott Morrison an, dass das Lager wieder in Betrieb genommen werde, da wieder mit steigenden Flüchtlingszahlen gerechnet werde.